# Waldemar Aspelin
Pour les articles homonymes, voir Aspelin.
Waldemar Johannes Aspelin (né le 26 septembre 1854 à Koski (fi), Perniö - mort le 10 novembre 1923 à Helsinki) est un architecte finlandais.

## Ouvrages
- Tanelinkulma, Raatihuoneentori, Hamina 1889
- Bâtiment principal du Manoir de Karlberg, Aulanko 1890
- École Finns [2], Espoonkartano, Espoo, 1896
- Salle de lecture de Fiskars, Fiskari 1896
- Bureaux de la Privatbanken i Helsingfors, Helsinki 1896
- Agrandissement du Manoir de Nordsjö 1897
- Bâtiment, Vuorikatu 8, 1898
- Mestaritalo, Tehtaankatu, Helsinki 1898[3]
- Bâtiment de la Pohjoismaiden Osakepankki, Viipuri.  1898–1900
- Maison Donner, Liisankatu 2, Kruununhaka, Helsinki 1900[4]
- Musée du Tramway, Töölönkatu 51 A, Helsinki 1900[4],
- Fabianinkatu 15, Helsinki 1901[5]
- Grenier de Fiskars, 1902
- Église de Sipoo", Mannerheimintie 76, Helsinki [6],[3]
- Aulangon näkötorni, 1906–1907
- Manoir de Koivumäki, Hiltulanlahti, Kuopio 1907
- Laivurinkatu 7, Kotka, 1908
- château d'eau d'Hanko (fi), Hanko 1910 (détruit en 1940–1941)
- Immeuble de bureaux de Paulig, Satamakatu 11, Helsinki

## Galerie

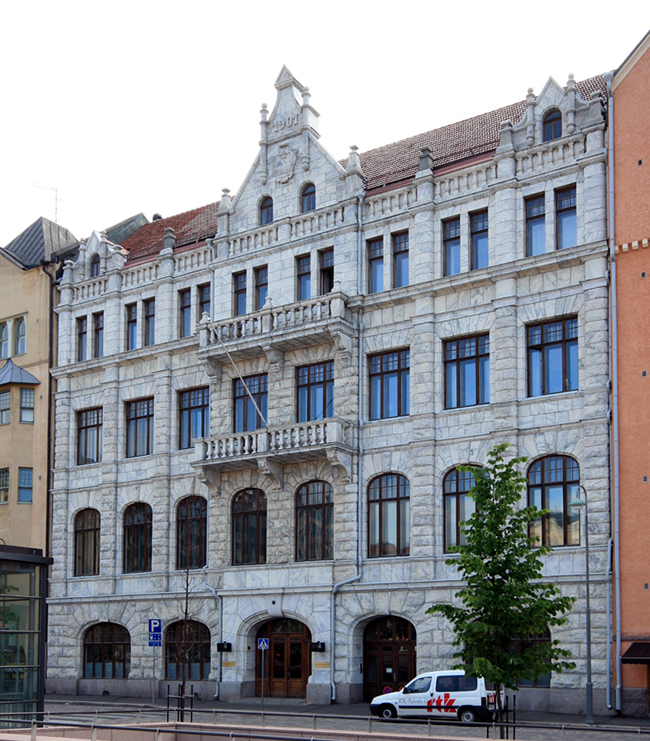
Fabiankatu 15, Helsinki.
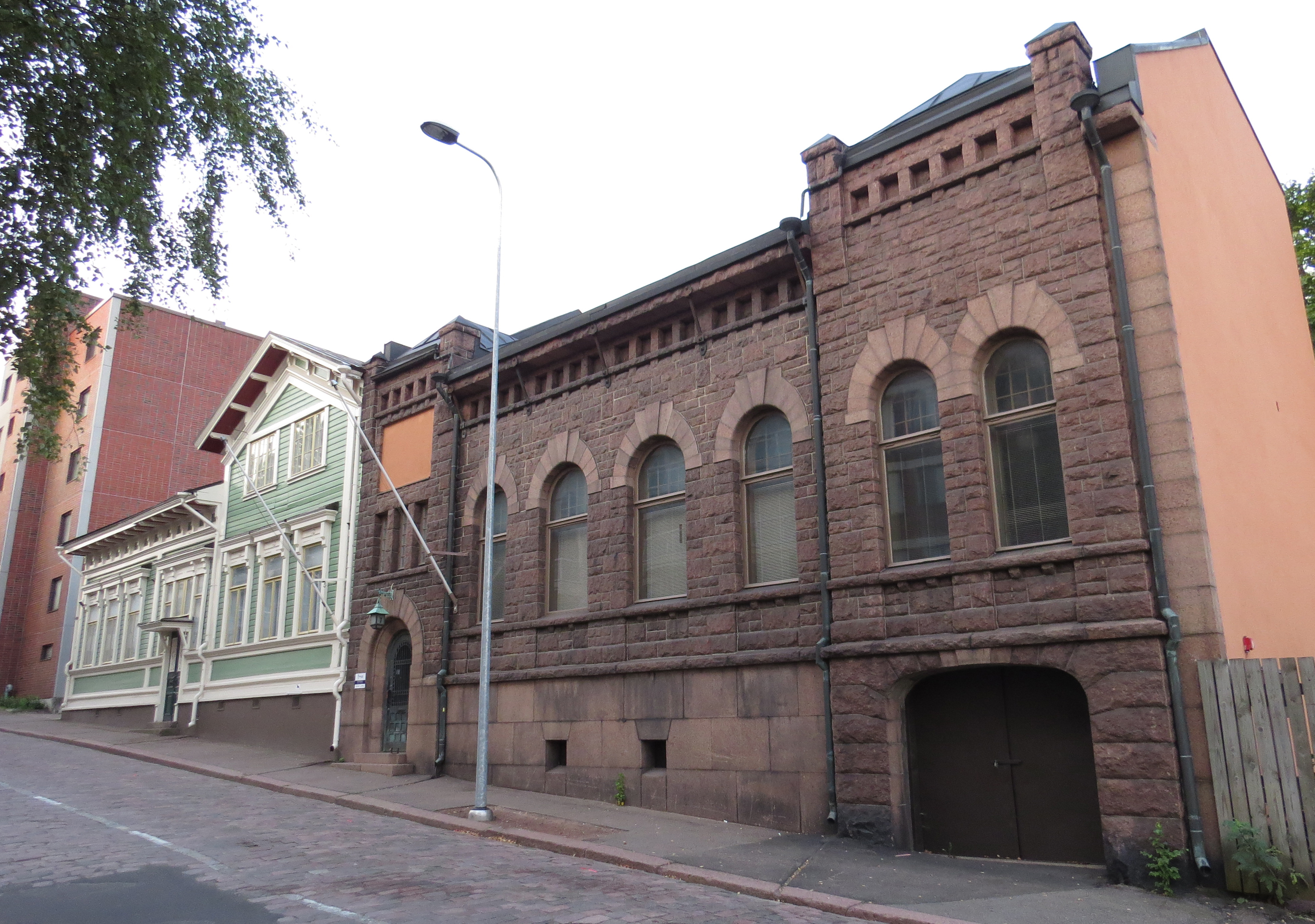
Laivurinkatu 7, Kotka.
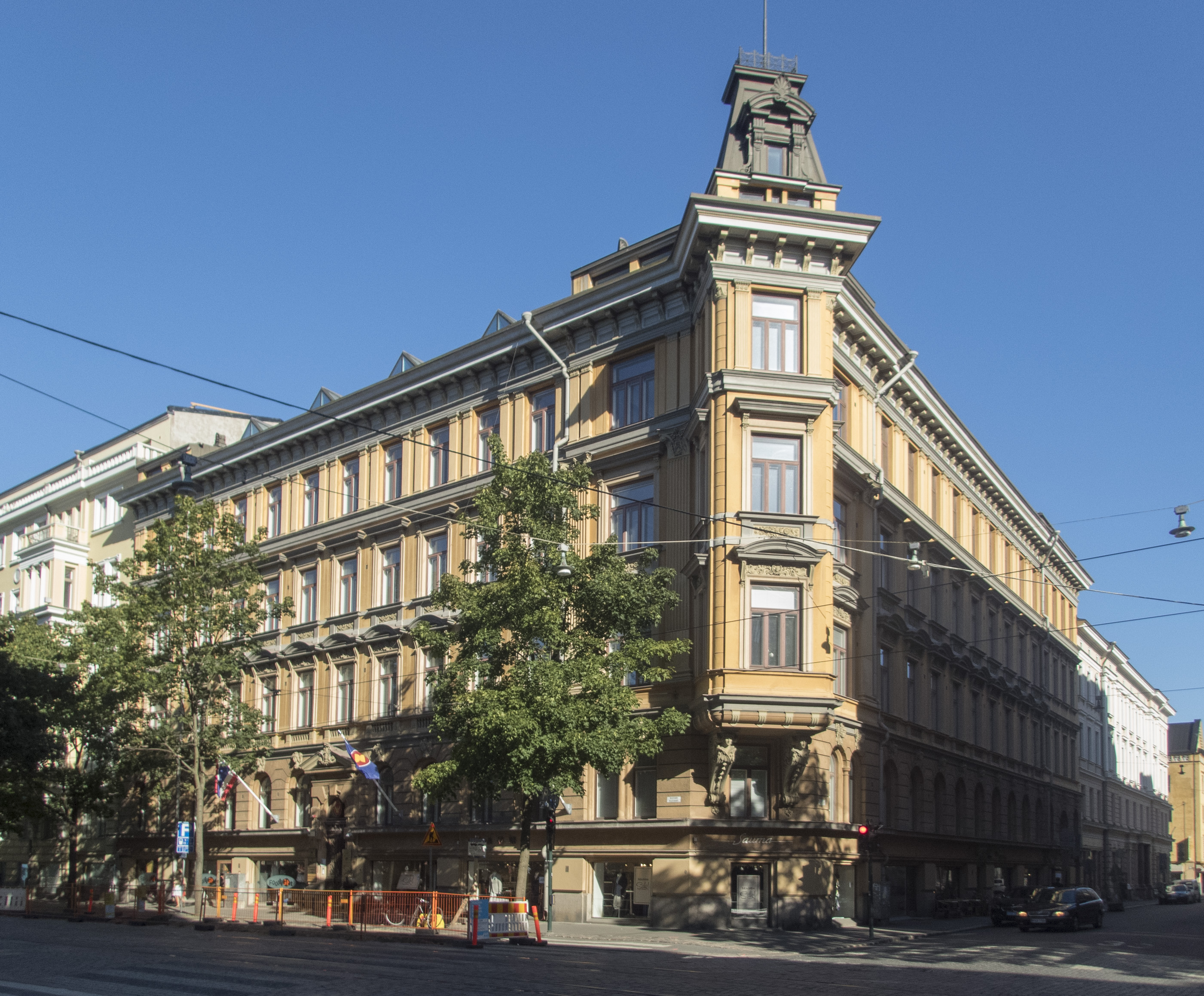
Bulevardi 14 - Annankatu 15, Helsinki.
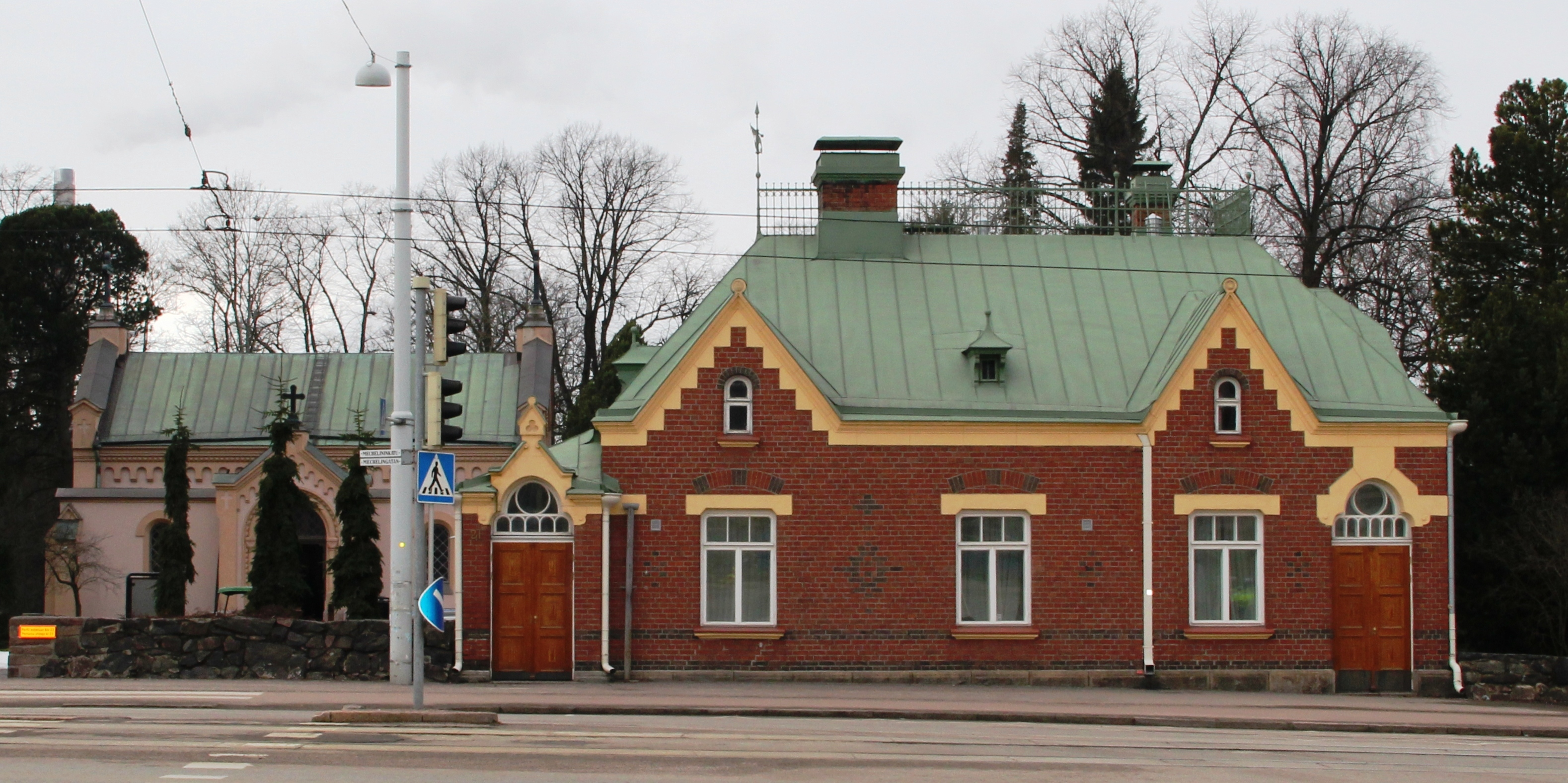
Logement du gardien du cimetière de Hietaniemi.
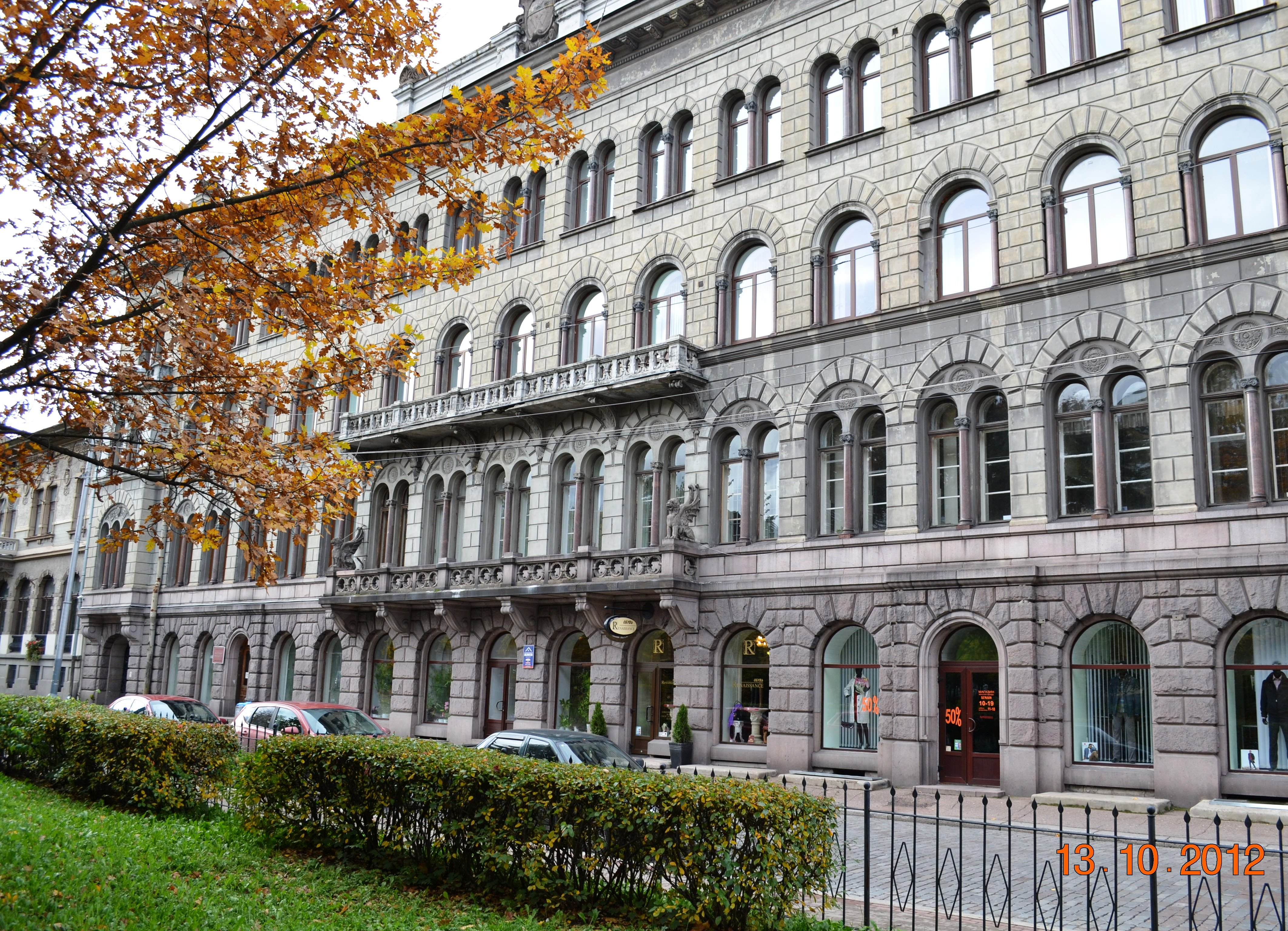
Banque finlandaise, Viipuri.
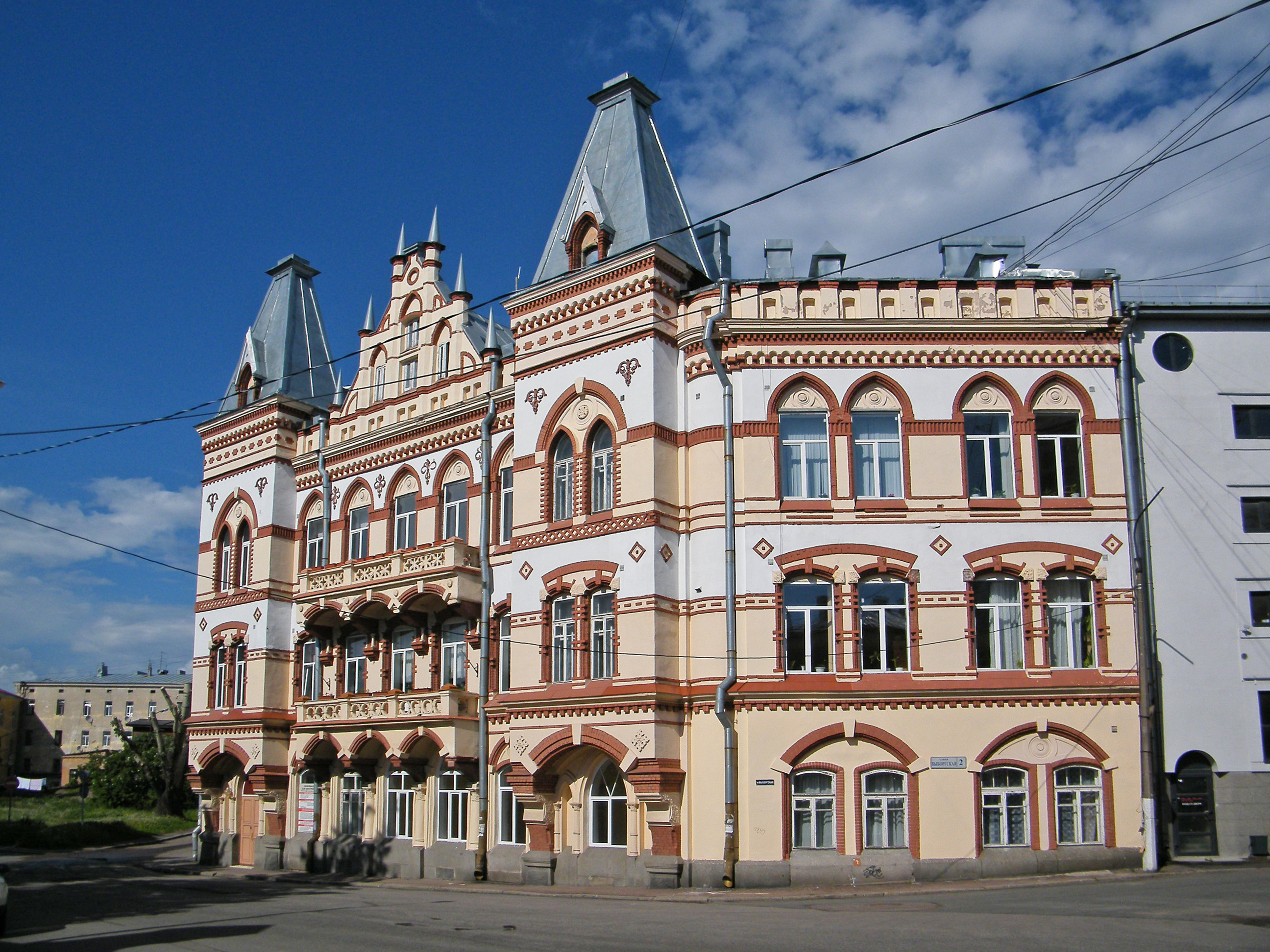
Institut pédagogique, Viipuri